# Kakamari, Athni
Kakamari là một làng thuộc tehsil Athni, huyện Belgaum, bang Karnataka, Ấn Độ.